# Sanjeev Bhaskar
Sanjeev Bhaskar (nacido el 31 de octubre de 1963) es un actor, comediante y presentador de televisión británico. Es mejor conocido por su trabajo en la serie de comedia de sketches Goodness Gracious Me de BBC Two y como la estrella de la comedia de situación The Kumars at No. 42. También presentó y protagonizó una serie documental llamada India with Sanjeev Bhaskar en la que viajó a la India y visitó su hogar ancestral en el actual Pakistán. Los papeles de actuación más dramáticos de Bhaskar incluyen el papel principal del Dr. Prem Sharma en The Indian Doctor y un papel principal como DI Sunny Khan en Unforgotten. Bhaskar ha sido rector de la Universidad de Sussex desde 2009.
En 2003, fue incluido en The Observer como uno de los 50 actos más divertidos de la comedia británica. En 2006, Bhaskar fue nombrado OBE.

## Primeros años
Bhaskar nació el 31 de octubre de 1963 en Ealing, Londres, hijo de Inderjit y Janak Bhaskar, quienes llegaron al Reino Unido después de la partición de la India y crecieron viviendo encima de la lavandería familiar en Heston, Hounslow, Middlesex. Fue criado en el hinduismo.
Obtuvo un título en marketing de Hatfield Polytechnic antes de conseguir un trabajo como ejecutivo de marketing en IBM.

## Carrera
Bhaskar pronto se dio cuenta de que prefería la comedia al marketing y unió fuerzas con un viejo amigo de la universidad, Nitin Sawhney, para iniciar un doble acto de comedia musical llamado "The Secret Asians" que interpretaron por primera vez en 1996 en el ahora desaparecido Tom Allen Arts Centre en el este de Londres. Esta actuación apareció en un programa de la revista BBC llamado Reportage. También actuaron extensamente en el Watermans Arts Center con muchos otros actos en una noche de comedia asiática regular llamada "One Nation Under a Groove... Innit". Su verdadera oportunidad se produjo cuando estaban realizando un show en el recinto Oval House en el sur de Londres donde, después de una fuerte crítica en la revista Time Out por parte de la periodista y dramaturga Bonnie Greer, se acercó a ellos Anil Gupta, el productor de lo que se convertiría en la serie de sketches de la BBC Goodness Gracious Me.
Bhaskar ha protagonizado varias películas de producción británica, incluidas El gurú del sexo y Anita and Me. También tuvo un cameo como dueño de una tienda en la producción de Yash Raj Films Jhoom Barabar Jhoom. Tuvo un papel importante en la película del 2019, Yesterday, en la que él y su esposa Meera Syal interpretaron a una pareja casada.
Bhaskar, the Kumars y Gareth Gates lanzaron colectivamente el sencillo oficial de Comic Relief en 2003, 'Spirit in the Sky', que estuvo tres semanas en lo más alto de la UK Singles Chart y fue el segundo sencillo más vendido del año. En 2008, Bhaskar hizo su debut en el teatro musical como el Rey Arturo en Spamalot en el Palace Theatre de Londres. En octubre de 2008 apareció en Desert Island Discs de BBC Radio 4.
Apareció como invitado en Top Gear de la BBC en 2003, estableciendo un tiempo de 1:51.0 en una pista de prueba Top Gear en un Suzuki Liana, colocándolo en el puesto 32 en la tabla de clasificación original. En marzo de 2010 apareció en el programa de comedia de BBC Radio 4 I've Never Seen Star Wars. El 23 de julio de 2010 fue invitado en el panel de comedia de la BBC Whould I Lie To You?
Como parte de la serie de programas de la BBC sobre el 60 aniversario de la independencia de India y Pakistán, filmó una serie documental de la BBC India with Sanjeev Bhaskar con el director Deep Sehgal que se transmitió en agosto de 2007. Según la BBC, incluyó "un viaje emocional" a la casa ancestral de su padre, que ahora se encuentra en Pakistán. Su primer libro India with Sanjeev Bhaskar, basado en la serie documental, se convirtió en un éxito de ventas del Sunday Times en 2007. También apareció en una serie documental de Channel 4 llamada The House That Made Me. Este show, producido por Nutopia en 2010, recreó la casa de su infancia y le presentó a los personajes de su juventud.

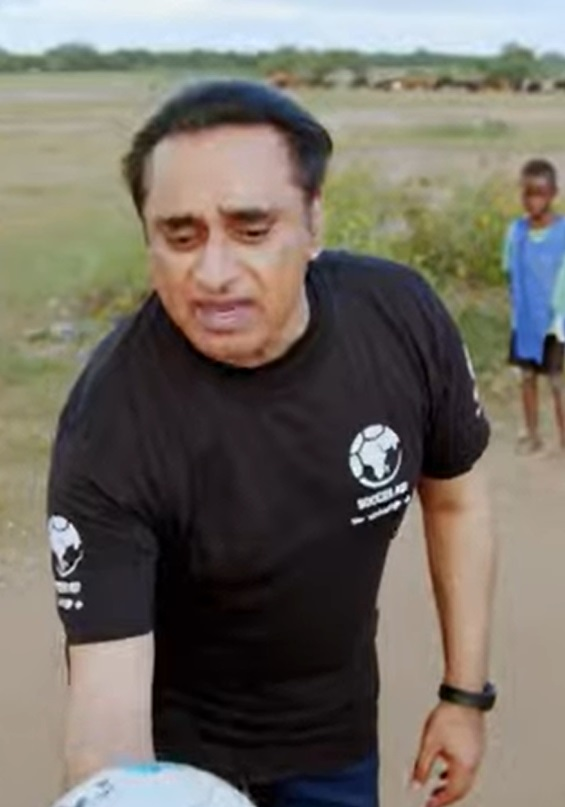
Sanjeev Bhaskar, Soccer Aid for UNICEF 2024

Escribió y protagonizó la comedia de situación de ITV Mumbai Calling y la gira por el Reino Unido del exitoso programa de improvisación estadounidense Totally Looped.
El 31 de octubre de 2014, Bhaskar presentó Kermode and Mayo's Film Review, reemplazando a Simon Mayo en el programa de cine insignia de la BBC. También interpretó al personaje principal en la animación de Internet Rajesh Finesse en 2014.
En 2005, Bhaskar fue galardonado como Oficial de la Orden del Imperio Británico en la Lista de Honores de Año Nuevo. El 23 de febrero de 2009 fue nombrado rector de la Universidad de Sussex y fue instalado formalmente en la ceremonia de graduación de verano de la universidad el 22 de julio de 2009. El 26 de julio de 2019, la universidad le otorgó a Bhaskar un doctorado honoris causa en reconocimiento a sus diez años en el cargo como rector.
En abril de 2015, recibió el premio al Logro Sobresaliente en Televisión en The Asian Awards.
En enero de 2021, Bhaskar participó en la adaptación de Netflix de The Sandman.
En 2022, 108 Media contrató a Bhaskar para interpretar el papel principal en una serie de televisión basada en las novelas del Inspector Singh.

## Vida personal
En enero de 2005, Bhaskar se casó con la comediante Meera Syal en Lichfield, Staffordshire. Tienen un hijo, Shaan, que nació en el Hospital Portland el 2 de diciembre de 2005.
En febrero de 2009, Bhaskar y otros artistas escribieron una carta abierta a The Times en protesta contra el juicio de los líderes de la Fe bahaí que se estaba llevando a cabo en Irán.

## Política
Antes de las elecciones generales de 2010, Bhaskar fue una de las 48 celebridades que firmaron una carta de advertencia contra la política del Partido Conservador hacia la BBC.

## Filmografía

### Películas
| Año              | Título                                        | Papel                     | Notas                           |
| ---------------- | --------------------------------------------- | ------------------------- | ------------------------------- |
| 1996             | Zoo Rush 2: Destination New York              | Ravi la Cobra india (voz) |                                 |
| 1998             | The Dance of Shiva                            | Sargento Bakshi           | Cortometraje                    |
| 1999             | Notting Hill                                  | Hombre en Restaurante     |                                 |
| 2001             | The Mystic Masseur                            | Beharry                   |                                 |
| 2001             | Inferno                                       | Jaz                       | Cortometraje                    |
| 2002             | Anita and Me                                  | Mr Kumar                  |                                 |
| 2002             | El gurú del sexo                              | Rasphal the Cook          |                                 |
| 2006             | Scoop                                         | Poker Players             | Acreditado como Sanjeev Bhasker |
| 2007             | Jhoom Barabar Jhoom                           | Shopkeeper                |                                 |
| 2010             | It's a Wonderful Afterlife                    | Mr Bhatti the Curry Man   |                                 |
| 2010             | Not the Messiah: He's a Very Naughty Boy      | Mountie                   |                                 |
| 2010             | Jackboots on Whitehall                        | Rupee/Old Gil/King        | Voz                             |
| 2010             | London Boulevard                              | Dr Sanji Raju             |                                 |
| 2011             | The Itch of the Golden Nit                    | Ten Heart Hero (voz)      | Cortometraje                    |
| Arthur Christmas | Elfo líder                                    | Voz                       |                                 |
| Lazy Uncle       | Papá                                          | Cortometraje              |                                 |
| 2013             | The Zero Theorem                              | Doctor 1                  |                                 |
| 2015             | Absolutely Anything                           | Ray                       |                                 |
| 2016             | Thunderbirds 1965                             | Él mismo                  | Cortometraje, documental        |
| 2017             | And The Winner Isn't                          | Él mismo                  | Documental                      |
| 2017             | Paddington 2                                  | Dr Jafri                  |                                 |
| 2019             | Yesterday                                     | Jed Malik                 |                                 |
| 2019             | Horrible Histories: The Movie - Rotten Romans | Mr. Felix                 |                                 |
| 2020             | Dragon Rider                                  | Mad Doc                   | Voz                             |
| 2023             | The Flash                                     | David Singh               | [ 21 ]                          |

### Televisión
| Año           | Título                                           | Papel                                       | Notas |
| ------------- | ------------------------------------------------ | ------------------------------------------- | --- |
| 1991          | The Real McCoy                                   | Peleles variados                            | Episodios desconocidos                                                                                      |
| 1995          | Porkpie                                          | Sanjay                                      | Episodio: "And Lead us not into Temptation"                                                                 |
| 1996          | Bollywood or Bust                                | Él mismo (presentador)                      | |
| 1997          | Captain Butler                                   | Adeel                                       | 6 episodios                                                                                                 |
| 1997          | We Know Where You Live                           | Various Characters                          | 12 episodios                                                                                                |
| 1998          | Jonathan Creek                                   | Doctor                                      | Episodio: "Black Canary"                                                                                    |
| 1998          | Light Lunch                                      | Él mlsmo                                    | Episodio: "Goodness Gracious What a Great Show"                                                             |
| 1998–2015     | Goodness Gracious Me                             | Varios                                      | 21 episodios                                                                                                |
| 1998          | Keeping Mum                                      | Ahmed                                       | Episodios: "The Card Game" and "The Morning After"                                                          |
| 1999–2001     | Small Potatoes                                   | Rick Roy                                    | 13 episodios                                                                                                |
| 2001          | We Know Where You Live                           |                                             | Película de televisión                                                                                      |
| 2001–2006     | The Kumars at No. 42                             | Sanjeev Kumar                               | Protagonista; 53 eepisodios                                                                                 |
| 2002          | Dalziel and Pascoe                               | Graham Shah                                 | Episodio: "Mens Sana"                                                                                       |
| 2005          | Life Isn't All Ha Ha Hee Hee                     | Akaash                                      | 3 episodios                                                                                                 |
| 2005          | Chopratown                                       | Vik Chopra                                  | Película de televisión                                                                                      |
| 2005–2008     | The New Paul O'Grady Show                        | Él mismo                                    | 2 episodios                                                                                                 |
| 2005          | Angell's Hell                                    | John Angell                                 | Película de televisión                                                                                      |
| 2006          | The Children's Party at the Palace               | Robin Hood                                  | Especial de televisión                                                                                      |
| 2007–2008     | Mumbai Calling                                   | Kenny Gupta                                 | 8 episodios                                                                                                 |
| 2009          | Natural World                                    | Narrator                                    | Documental; episodio "Man-eating Tigers of the Sundarbans"                                                  |
| 2010          | Mi abuelito de bolsillo                          | Rodger Splodger                             | Episodio: "Great Aunt Loretta's Not-So-Great Plan"                                                          |
| 2010–2013     | The Indian Doctor                                | Dr Prem Sharma                              | 15 episodios                                                                                                |
| 2014          | Midsomer Murders                                 | Armand Stone                                | Episodio: "The Killings of Copenhagen"                                                                      |
| 2014          | The Kumars                                       | Sanjeev Kumar                               | 6 episodios                                                                                                 |
| 2014          | Doctor Who                                       | Colonel Ahmed                               | Episodio: "Muerte en el cielo"                                                                              |
| 2015          | Drunk History                                    | Robert Baden-Powell, 1st Baron Baden-Powell | Episodio 1.8                                                                                                |
| 2015          | Bollywood and Beyond: A Century of Indian Cinema | Él mismo (presentador)                      | |
| 2015          | Horrible Histories                               | Varios                                      | Episodio: "Naughty Napoleon Special", "Gorgeous George III", "Tricky Queen Vicky", "Wily Winston Churchill" |
| 2015–presente | Unforgotten                                      | DI Sunil "Sunny" Khan                       | |
| 2016          | Thunderbirds Are Go                              | Ethan Sullivan (voz)                        | Episodio: "City Under the Sea"                                                                              |
| 2017          | Horrible Histories                               | Singing Greek God                           | Episodio: "Monstrous Musicians"                                                                             |
| 2017–2019     | Porters                                          | Mr. Pradeep                                 | 7 episodios                                                                                                 |
| 2018–2020     | Thomas & Friends                                 | Shankar (voice)                             | |
| 2019          | Icons: The Greatest Person of the 20th Century   | Presentador ("Advocate")                    | 2 episodios                                                                                                 |
| 2019          | Red Nose Bodyguard                               | Entrevistador                               | Red Nose Day 2019                                                                                           |
| 2019          | Good Omens                                       | Giles Baddicombe                            | Episodio: "The Very Last Day of the Rest of Their Lives"                                                    |
| 2020–present  | Sandylands                                       | Les Vegas                                   | Miniserie                                                                                                   |
| 2021-presente | Secrets of the Transport Museum                  | Narrator                                    | Serie documental                                                                                            |
| 2022          | The Sandman                                      | Cain                                        | Episodio: "Imperfect Hosts"                                                                                 |

- The Way It Is (2000) como varios personajes
- Goodness Gracious Me: Back Where They Came From (2001) como varios personajes
- Comic Relief 2003 (2003) como Sanjeev Kumar
- Celebration's Advertisement (2004) – como él mismo
- L'Entente Cordiale (2006) como Comandante Bashir
- India with Sanjeev Bhaskar (2007) como él mismo
- Dawn French's Boys Who Do Comedy – como él mismo

### Guionista
- Goodness Gracious Me (1998)
- The Kumars at No. 42 (2001–06)
- Mumbai Calling (2007–08)

### Compositor
- Goodness Gracious Me (1998)
- Mumbai Calling - Piloto (2007)

### Teatro
- Arte (2002) Whitehall Theatre, Londres, como Yvan
- Spamalot (2008) Palace Theatre, Londres, como el Rey Arturo
- Totally Looped (2009) Gira por el Reino Unido